# Ані великий
Ані великий (Crotophaga major) — вид зозулеподібних птахів родини зозулевих (Cuculidae).

## Поширення
Вид поширений у Південній Америці від Панами та Тринідаду до півночі Аргентини.

## Опис
Птах завдовжки до 48 см та вагою до 170 г. Оперення блискуче, чорного забарвлення з синім відтінком. Хвіст довгий. Дзьоб великий, чорний.

## Спосіб життя
Вид поширений у мангрових болотах, напіввідкритих лісах біля води, на узліссях дощових лісів. Живе у невеликих групах. Хижак. Полює на великих комах, жаб та дрібних ящірок.

## Розмноження
Декілька самиць будують спільне (так зване комунальне) гніздо, яке розташовується на дереві на висоті 2-5 м. Кожна самиця відкладає у це гніздо яйця. Птахи по черзі насиджують кладку, згодом спільно займаються доглядом за пташенятами. У виду присутній гніздовий паразитизм: деякі самиці відкладують яйця у гнізда свого виду, але не займаються доглядом за пташенятами. Згідно з дослідженнями частка самиць-паразитів становить близько 15 % від загальної кількості самиць.